# Observatoire Jarnac
Pour les articles homonymes, voir Jarnac (homonymie).
L'observatoire Jarnac (en anglais Jarnac Observatory) est un observatoire astronomique américain situé à Vail  en Arizona aux coordonnées 31° 58′ 34″ N, 110° 43′ 10″ O. Son code d'observatoire du Centre des planètes mineures est G92 Jarnac Observatory, Vail,.
L'observatoire qui est privé est géré par le couple d'astronomes David et Wendee Levy.
Le Centre des planètes mineures le crédite de la découverte de 170 astéroïdes effectuée entre 2004 et 2010. En dehors de ces astéroïdes, d'autres planètes mineures y ont été découvertes et créditées à titre personnel sur le compte des découvreurs.
L'observatoire est crédité également pour la découverte de la comète périodique P/2010 E2 (Jarnac).
| (117329) Spencer         | 9 décembre 2004   |
| (117586) Twilatho        | 3 mars 2005       |
| (120349) Kalas           | 12 décembre 2004  |
| (128895) Bright Spring   | 4 octobre 2004    |
| (129101) Geoffcollyer    | 9 décembre 2004   |
| (152146) Rosenlappin     | 9 juin 2005       |
| (154902) Davidtoth       | 12 septembre 2004 |
| (154938) Besserman       | 4 octobre 2004    |
| (157258) Leach           | 12 septembre 2004 |
| (157494) Durham          | 11 septembre 2005 |
| (167748) Markkelly       | 12 décembre 2004  |
| (170995) Ritajoewright   | 3 mars 2005       |
| (184280) Ypérion         | 13 janvier 2005   |
| (198450) Scattolin       | 9 décembre 2004   |
| (217366) Mayalin         | 4 octobre 2004    |
| (223950) Mississauga     | 9 décembre 2004   |
| (226861) Elimaor         | 4 octobre 2004    |
| (260235) Attwood         | 12 septembre 2004 |
| (274137) Angelaglinos    | 28 mars 2008      |
| (298877) Michaelreynolds | 23 septembre 2004 |
| (380607) Sharma          | 5 octobre 2004    |